# Gödre
Gödre je vas na Madžarskem, ki upravno spada pod podregijo Sásdi Županije Baranja.